# Yénier Márquez
Yénier Márquez Molina (ur. 3 stycznia 1979) – kubański piłkarz występujący na pozycji obrońcy.

## Kariera klubowa
Yénier Márquez zawodową karierę rozpoczął w 1999 w grającym w pierwszej lidze kubańskiej FC Villa Clara. Z Villa Clara dwukrotnie zdobył mistrzostwo Kuby w 2002 i 2004.

## Kariera reprezentacyjna
W reprezentacji Kuby Márquez zadebiutował w 2000. W latach 2000–2008 uczestniczył w eliminacjach do trzech kolejnych Mistrzostw Świata, rozgrywając w nich 14 spotkań. W 2002 po raz pierwszy uczestniczył w Złotym Pucharze CONCACAF. Na turnieju był podstawowym bramkarzem swojego zespołu i wystąpił w obu meczach z USA i Koreą Południową.
Rok później po raz drugi wystąpił w Złotym Pucharze, w którym wystąpił we wszystkich trzech meczach z Kanadą, Kostaryką i USA. W 2005 po raz kolejny wystąpił w Złotym Pucharze, w którym wystąpił w trzech meczach z Kostaryką, USA i Kanadą. W 2007 po raz czwarty wystąpił w Złotym Pucharze. Na turnieju wystąpił we wszystkich trzech meczach z Meksykiem, Panamą i Hondurasem. W 2011 po raz piąty uczestniczy w Złotym Pucharze CONCACAF.